# Каменната гора
„Каменната гора“ е български телевизионен игрален филм (психологическа драма) от 1987 година по сценарий и режисура на Иля Велчев. Сценарият е написан по повестта „Тази смъртна любов“ на Иля Велчев.
Оператор е Борис Янакиев. Художник е Богоя Сапунджиев. Музиката е на Митко Щерев.
Филмът е селектиран за кинофестивала в Милано.

## Сюжет
Марина и Яна, две обикновени момичета, идват от провинцията в София за да следват в Университета. Случайна среща с Павел – пиколо в хотел, им помага да наемат таванска стая. Той се влюбва в Марина. Тя го нарича Пол заради приликата му с известния американски актьор. Пол, бунтар по природа, свири на китара и пее песни по свои стихове. Студенти от Университета представят спектакъл, в който хубавата Марина играе главната роля. На премиерата присъства академик Антов – шеф на голяма научна институция. Още представителен и интересен мъж, той ухажва Марина. Тя е изкушена от представата за друг живот в лукс. Раздвоението ѝ между просперитета с Антов и чистата любов на Пол е мъчително за нея. Объркана, Марина се връща в провинцията за да реши как да продължи. Там попада в приказната Каменната гора, където според легендата всеки, опитал се да излъже любовта, се вкаменява.

## Актьорски състав
| В главните роли                                                           | Изпълнител                      |
| ------------------------------------------------------------------------- | ------------------------------- |
| Марина Боянова                                                            | Евелина Борисова                |
| професор Александър Антов доктор, академик, ръководител на науен институт | Любомир Бъчваров                |
| Яна                                                                       | Радостина Миразчийска           |
| Павел Каменов - Пол сервитьор                                             | Цанислав Стойков                |
| С участието на:                                                           | Изпълнител                      |
| Катя Антова, съпругата на академик Антов                                  | Мария Стефанова                 |
| Михаил министърът                                                         | Васил Стойчев                   |
| главният редактор журналист                                               | Наум Шопов                      |
|                                                                           | Виолета Бахчеванова             |
| Евгерски                                                                  | Димитър Стоянов                 |
| майката на Павел                                                          | Лидия Вълкова                   |
| продавач                                                                  | Юрий Яковлев                    |
|                                                                           | Иван Налбантов                  |
|                                                                           | Ели Скорчева                    |
| Пройков, управител на хотел                                               | Илия Раев                       |
| вечният студент                                                           | Румен Иванов                    |
| млад учен                                                                 | Юрий Ангелов (като Юри Ангелов) |
|                                                                           | Константин Цанев                |
| приятел на Пол                                                            | Кръстю Кръстев                  |
| директора на библиотеката                                                 | Петър Петров                    |
|                                                                           | Генчо Тодоров                   |
|                                                                           | Радко Дишлиев                   |
|                                                                           | Петър Върбанов                  |
| собственикът на морския бар                                               | Никола Чиприянов                |
|                                                                           | Красимира Митова                |
|                                                                           | Борис Радивенски                |
|                                                                           | Галина Котева                   |
| Аладжабов, заместник-министър                                             | Георги Джубрилов                |
|                                                                           | Ваня Бояджиева                  |
|                                                                           | Николай Драгнев                 |
|                                                                           | Първан Първанов                 |
|                                                                           | Анна Ивкова                     |
|                                                                           | Красимира Митова                |
|                                                                           | Кръстю Кръстев                  |
|                                                                           | Красимира Демирева              |

и др.